# Санднес (тауншип, Миннесота)
Санднес (англ. Sandnes) — тауншип в округе Йеллоу-Медисин, Миннесота, США. На 2000 год его население составило 197 человек.

## География
По данным Бюро переписи населения США площадь тауншипа составляет 93,4 км², из которых 93,4 км² занимает суша, a вода составляет 0,03 %.

## Демография
По данным переписи населения 2000 года здесь находились 197 человек, 69 домохозяйств и 54 семьи.  Плотность населения —  2,1 чел./км².  На территории тауншипа расположено 75 построек со средней плотностью 0,8 построек на один квадратный километр. Расовый состав населения: 97,97 % белых, 0,51 % c Тихоокеанских островов, 0,51 % — других рас США и 1,02 % приходится на две или более других рас. Испанцы или латиноамериканцы любой расы составляли 3,55 % от популяции тауншипа.
Из 69 домохозяйств в 37,7 % воспитывались дети до 18 лет, в 75,4 % проживали супружеские пары, в 1,4 % проживали незамужние женщины и в 21,7 % домохозяйств проживали несемейные люди. 21,7 % домохозяйств состояли из одного человека, при том 8,7 % из — одиноких пожилых людей старше 65 лет. Средний размер домохозяйства — 2,86, а семьи — 3,33 человека.
31,5 % населения — младше 18 лет, 7,1 % — в возрасте от 18 до 24 лет, 28,4 % — от 25 до 44, 22,3 % — от 45 до 64, и 10,7 % — старше 65 лет. Средний возраст — 36 лет. На каждые 100 женщин приходилось 111,8 мужчин.  На каждые 100 женщин старше 18 приходилось 104,5 мужчин.
Средний годовой доход домохозяйства составлял 45 000 долларов, а средний годовой доход семьи —  46 875 долларов. Средний доход мужчин —  28 750  долларов, в то время как у женщин — 20 000. Доход на душу населения составил 15 280 долларов. За чертой бедности не находилась ни одна семья и 2,0 % всего населения тауншипа, из которых 7,7 % старше 65 лет.